# Хнацах
Хнацах (арм. Խնածախ) — село в Сюникской области Армении, в 89 км к северо-востоку от областного центра, город Капан. Высота от уровня моря 1380—1460 м, расстояние от города Горис — 31 км.

## Этимология
Существуют разные версии происхождения названия. По одной из них, Хнацах было ханским имением и было продано, отсюда и название «Ханабак». Ещё одна версия, что подвергшийся нападению со стороны деревенского чиновника, во время драки кричал: «Я не дам тебе цветка», откуда «Ханазаг», а некоторые считают, что это «создатель благовоний».

## Население
| Год  | Численность | Численность |
| ---- | ----------- | ----------- |
| 1831 | 107         | [ 2 ]       |
| 1873 | 1165        | [ 3 ]       |
| 1897 | 1221        | [ 2 ]       |
| 1926 | 1234        | [ 2 ]       |
| 1939 | 1252        | [ 2 ]       |
| 1959 | 1336        | [ 2 ]       |
| 1970 | 1473        | [ 2 ]       |
| 1979 | 1166        | [ 2 ]       |
| 1989 | 1005        | [ 2 ]       |
| 2001 | 1021        | [ 2 ]       |
| 2011 | 998         | [ 4 ]       |

## Экономика
Население занимается скотоводством, земледелием и пчеловодством.
В селе в 1931 году был организован колхоз, который был распущен в 1990 году.

## Достопримечательности
Местная церковь была построена в 1610 году, есть две часовни. Недалеко от деревни находится поселение «Крест Креста» или «Цицкар», в окрестностях есть хачкары.
Есть старые кладбища VII—X веков («Мулкон», «Плака», «Джалал Хасан») в местечке под названием «Хачин» или «Цицкар», недалеко от села
Как и в других деревнях в окрестностях здесь есть пещеры, когда-то обитаемые.

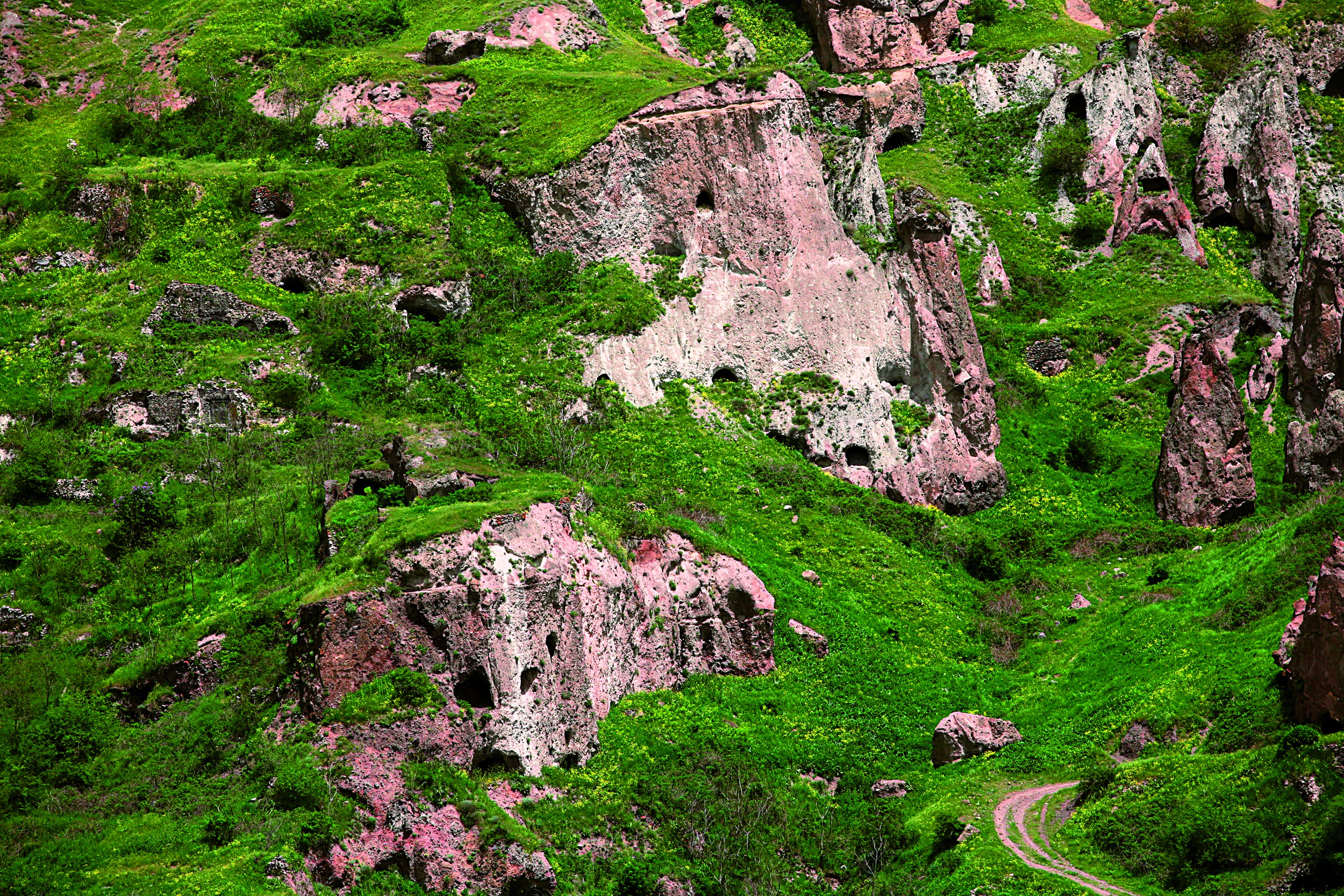
Пещеры Хнцаха